# Vitex strickeri
Vitex strickeri là một loài thực vật có hoa trong họ Hoa môi. Loài này được Vatke & Hildebr. miêu tả khoa học đầu tiên năm 1882.